# Maltoporina

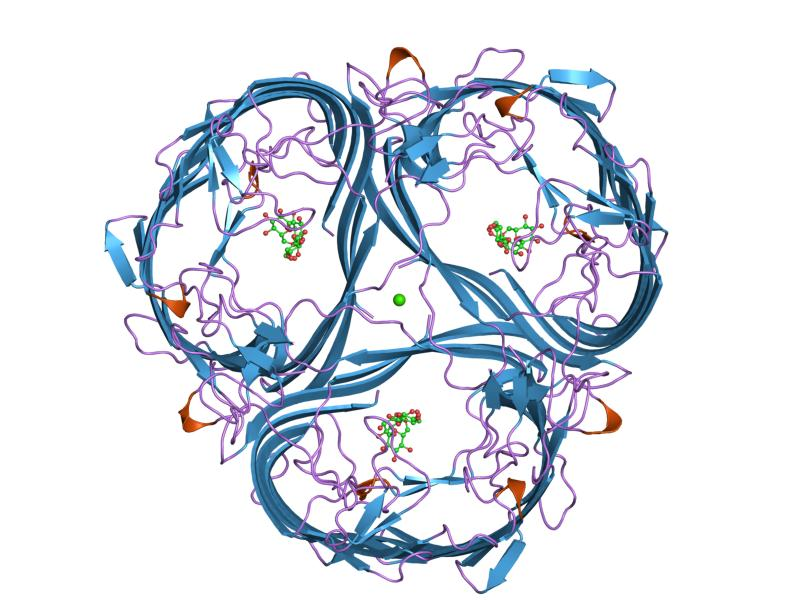
Estructura de maltoporina de Salmonella typhimurium.

Las maltoporinas (o porinas LamB) constituyen una familia de proteínas de membrana externa. Forman una estructura trimérica, la cual facilita la difusión de maltodextrinas a través de la membrana externa de bacterias Gram negativas.

## Descubrimiento
Las maltoporinas fueron descubiertas en 1973 por el grupo de investigación Schwartz. Inicialmente fueron consideradas como el receptor para el fago λ de la E coli. Posteriormente, estudios de mutaciones mostraron que algunos mutantes que eran resistentes al fago lambda no tenían afectados su absorción de maltosa,lo que sugiere que el sitio de union para los maltosacaridos y el fago lambda son diferentes.

## Estructura

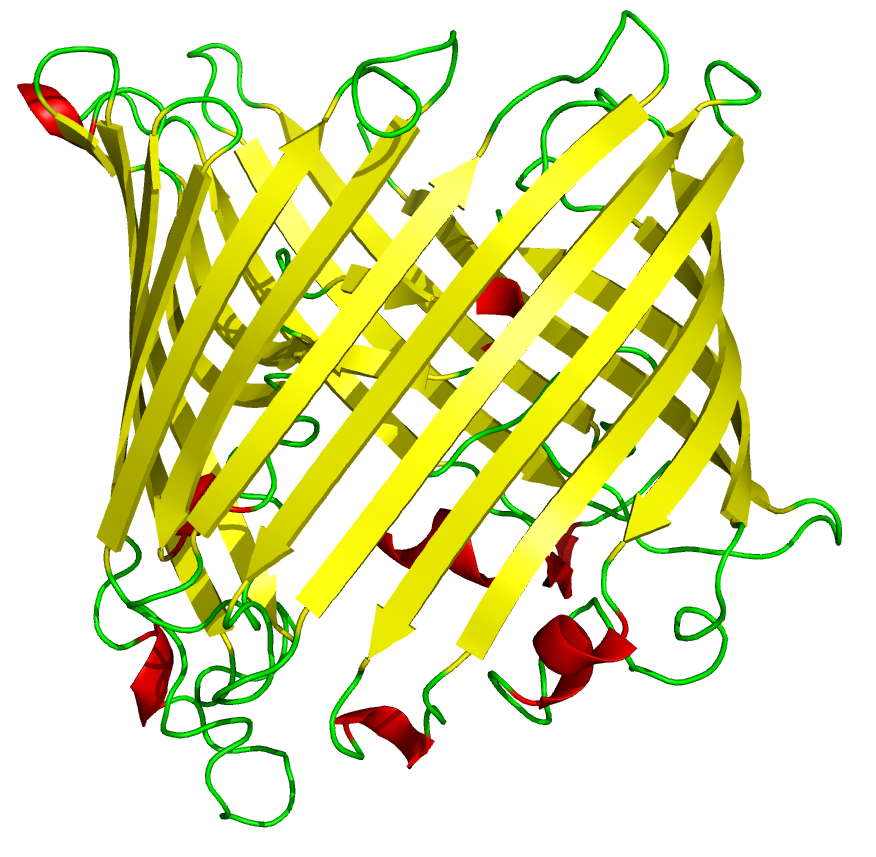
Conformación de barril beta, las maltoporinas tienen esta conformación.

El canal membranoso está formado por un barril beta antiparalelo.
Las maltoporinas forman un canal trimérico en la estructura externa bacterial. La mayoría de los poros usados para difusión contiene solamente 16 cadenas antiparalelas. Las maltoporinas constan de 18 cadenas.

## Función
Esta proteína extrínseca es inducida durante el crecimiento de maltodextrinas y está implicada en el transporte de maltosa. Los canales de maltoporina proveen una absorción más rápida de malto-oligosacáridos que de otros oligosacáridos. Los niveles de permeabilidad medidos por el análisis de hinchazón liposomal demostraron que la maltoporina discrimina al transportar sustratos basándose en tanto su tamaño como su conformación.
En particular, es indispensable para el transporte de malto-oligosacáridos, ya que estos no pasan a través de porinas no específicas.

## Presencia
Debido a que las maltoporinas son una familia de proteínas de membrana externa, solo se encuentran presentes en las membranas de las bacterias Gram negativas.